# 擊壤歌：北一女三年記
《擊壤歌：北一女三年記》，自傳體長篇散文，於1977年在台灣出版，作者朱天心，為朱天心的成名作。內容以記述朱天心在北一女中時的生活為主，曾被譽為台灣高中版未央歌。胡蘭成曾為此書寫序推薦。

## 歷史
朱天心出身文學家庭，其父朱西甯、其母劉慕沙皆是著名作家。朱天心很早就開始寫作，在高中三年級時寫成此書，出版後也因此成名。

## 逸事
朱天心的多位朋友都被寫入此書中，如雷倩（書中稱為喬）、魏國彥（書中稱魏哥哥）。